# Lindernia linearifolia
Lindernia linearifolia é uma espécie botânica do gênero Lindernia pertencente à família Linderniaceae.